# Dirk Revenstorf
Dirk Revenstorf (* 29. Mai 1939 in Hamburg) ist ein deutscher Psychologe und Psychotherapeut.

## Leben
Revenstorf war bis zu seiner Emeritierung 2004 Professor für klinische Psychologie an der Universität Tübingen.
Er ist Leiter der Akademie der Milton-Erickson-Gesellschaft für klinische Hypnose in Tübingen.
Er arbeitete in München am Max-Planck-Institut für Psychiatrie und an Universitäten in Kalifornien, Israel und Mexiko.
Revenstorf gibt Seminare über Paartherapie, Hypnose, Traum, Verhaltenstherapie und die Nutzung des Affekts und in Psychotherapie in Europa, China und Lateinamerika.
Er ist Gründungsmitglied der Deutsch-Chinesischen Akademie für Psychotherapie und war in diesem Rahmen als Lehrtherapeut tätig.

## Leistungen
Sein wissenschaftliches Engagement im Bereich der Hypnose insbesondere über eine sehr große Anzahl von Veröffentlichungen hat zur 'Renaissance' und Reputation von Hypnose und Hypnotherapie im deutschsprachigen Raum entscheidend beigetragen.

## Auszeichnungen
- 2000 Pierre Janet Award of Clinical Excellence der Internationalen Gesellschaft für Hypnose
- 2003 Milton Erickson Preis.[6]

## Schriften (Auswahl)
- Die geheimen Mechanismen der Liebe. 7. Aufl. Klett-Cotta, Stuttgart, 2020, ISBN 978-3-608-96420-2.
- (mit Zeyer, R.): Hypnose lernen. 13. Aufl. Carl-Auer-Systeme-Verlag, Heidelberg, 2020, ISBN 978-3-8497-0158-1.
- (mit Schindler, L. und Hahlweg, K.): Partnerschaftsprobleme? So gelingt ihre Beziehung. Handbuch für Paare. 6. Aufl. Springer Verlag, Heidelberg, 2020, ISBN 978-3-662-60335-2.
- Hypnotherapie und Hypnose (= Handwerk der Psychotherapie, Bd. 8). Psychotherapie-Verlag, Tübingen 2017, ISBN 978-3-86333-908-1.
- (mit Peter, B.): Hypnose in Psychotherapie, Psychosomatik und Medizin: Manual für die Praxis. 3. Aufl. Springer Verlag, Heidelberg, 2015, ISBN 978-3-642-54577-1.
- Liebe und Sex in Zeiten der Untreue. Wege aus der Verunsicherung. Pattloch, München 2015, ISBN 3-629-13064-X.
- Wenn das Glück zum Unglück wird: Psychologie der Paarbeziehung. Beck, München, 1999, ISBN 3-406-42133-4
- Psychotherapeutische Verfahren. Vier Bände. Kohlhammer, Stuttgart 1982–1985 (mit weiteren Auflagen).
- Persönlichkeit. Eine kritische Einführung. Röttger, München 1982, ISBN 3-920190-28-9.
- Faktorenanalyse. Kohlhammer, Stuttgart 1980, ISBN 3-17-002924-X.
- Zeitreihenanalyse für klinische Daten. Methodik und Anwendungen. Beltz, Weinheim 1979, ISBN 3-407-58035-5.